# Ekvativ
Ekvativ är ett grammatiskt kasus som anger jämförelse, eller likhet. Ekvativ har använts i väldigt få språk i historien, emellertid sumeriska.
I sumeriska bildades ekvativ genom att addera suffixet -gin7 i en substantivfras:
lugal, "kung"; lugal-gin7, "kunglik", "som en kung":
nitah-kalaga; "mäktig man"; nitah-kalaga-gin7, "som en mäktig man"
I ossetiska bildades det av suffixet -ау [aw]:
фæт, "pil"; фæтау, "pillik"
Ницы фенæгау йæхи акодта, lit. "nothingseer-like han själv gjort" ("[han/hon] låtsades se någonting").
Kasuset förekommer också i khalaj och i språk från Sydamerika som  och quechua, aymaranska, uro och cholón.
Kymriska har inte ekvativ av substantiv, men däremot adjektiv.
Sirenik hade ekvativ (eller jämförande) för att beskriva likheter mellan substantiv.
Finska har derivationalsuffixen -mainen och -lainen som har samma betydelse, men bildar nya ord istället för att fungera som grammatiska kausala suffix. Exempelvis kuningas ~ kuningasmainen "kung~ kunglik".